# 安陵県 (河北省)
安陵県（あんりょう-けん）は中華人民共和国河北省にかつて存在した県。現在の滄州市呉橋県北部に相当する。
前漢により設置された東安陵県を前身とする。南北朝時代に北魏により安陵県と改称された。宋代に廃止されている。